# Ерпорт (Калифорнија)
Ерпорт (енгл. Airport) насељено је место без административног статуса у америчкој савезној држави Калифорнија.

## Демографија
По попису из 2010. године број становника је 1.964.
| Група             | 2000.    | 2010.         |
| Белци             | 0 (0,0%) | 557 (28,4%)   |
| Афроамериканци    | 0 (0,0%) | 41 (2,1%)     |
| Азијати           | 0 (0,0%) | 66 (3,4%)     |
| Хиспаноамериканци | 0 (0,0%) | 1.250 (63,6%) |
| Укупно            | 0        | 1.964         |